# کالج و دانشگاه ایالتی جورجیا

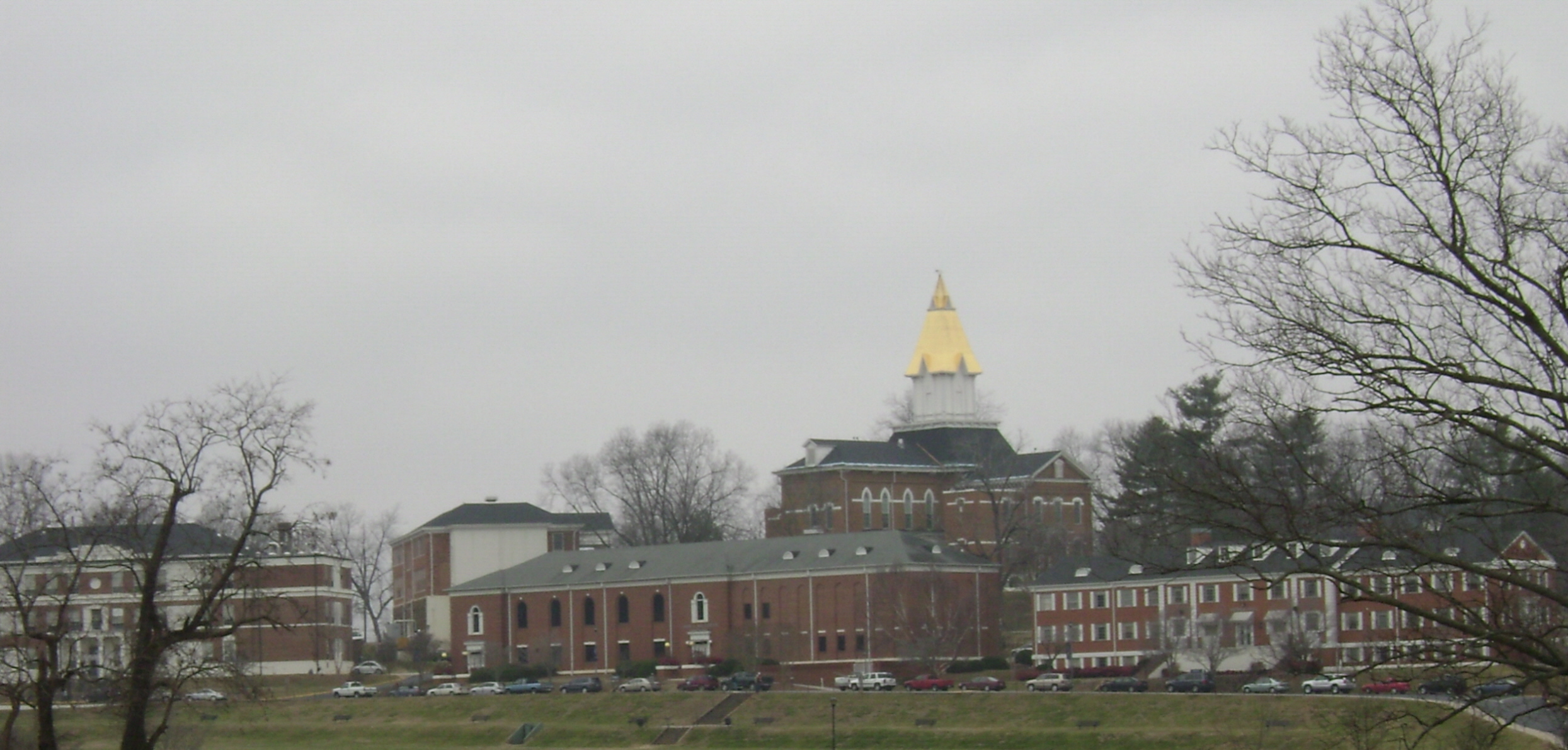

کالج و دانشگاه ایالتی جورجیا یک دانشگاه دولتی هنرهای آزاد در میلجویل، جورجیا است. این دانشگاه تقریباً ۷۰۰۰ دانشجو ثبت نام می‌کند و یکی از اعضای سیستم دانشگاه گرجستان و شورای کالج‌های هنرهای آزاد عمومی است. کالج جورجیا در سال ۱۹۹۶ توسط هیئت مدیره جورجیا به عنوان «دانشگاه هنرهای آزاد عمومی» جورجیا انتخاب شد. دانشجویان رشته‌های تحصیلات تکمیلی را در چهار کالج دنبال می‌کنند: کالج هنر و علوم، کالج تجارت و فناوری جی ویتنی بانتینگ، کالج آموزش جان اچ لونزبری و کالج علوم بهداشت.

## فارغ التحصیلان قابل توجه
- هلن متیوز لوئیس، جامعه‌شناس، مورخ و فعال
- تنوی گانش لانکار، بازیگر
- شریلین کنیون، نویسنده[۲][۳]
- سوزان داودل ماریک، روزنامه‌نگار، معلم، نویسنده و محافظه‌کار
- تونی نیسلی، مدیر عامل سابق شرکت گایکو
- فلانری اوکانر، نویسنده و مقاله‌نویس
- راشل کرک کانل، شخصیت تلویزیونی